# اهلاکاندا
اهلاکاندا (به لاتین: Ehelakanda) یک منطقهٔ مسکونی در سری‌لانکا است که در استان جنوبی (سری‌لانکا) واقع شده‌است.